# My Love Is for Real
Singles de Paula Abdul
Will You Marry Me?
(1992) Crazy Cool
(1995)
My Love Is for Real est une chanson de l'artiste américaine Paula Abdul issue de son troisième album studio Head over Heels. Elle sort en single le 29 mai 1995 sous le label Virgin Records.

## Performance dans les hits-parades
| Classement (1995)              | Meilleure position |
| ------------------------------ | ------------------ |
| Allemagne (Media Control AG)   | 87                 |
| Australie (ARIA)               | 7                  |
| Canada (RPM Top 100 Singles)   | 20                 |
| Nouvelle-Zélande (RMNZ)        | 20                 |
| Royaume-Uni (UK Singles Chart) | 28                 |
| États-Unis (Hot 100)           | 28                 |
| États-Unis (R&B/Hip-Hop Songs) | 96                 |
| États-Unis (Pop Airplay)       | 16                 |
| États-Unis (Dance Club Songs)  | 1                  |